# Институт права (Литва)
Институт права (ИП, лит. Teisės institutas) — крупнейший научный юридический центр Литовской Республики, научно-исследовательское учреждение, основанное в 1991 году Правительством Литовской Республики. Институт стремится координировать реформу судебной системы и правоохранительных учреждений, чтобы объединить его с экономической и социальной реорганизации в стране. Учредителем института является Министерство юстиции Литовской Республики. Основные направления научных интересов института являются следующие: публичное право (вниманиe к проблемам уголовного права, конституционного права и уголовного правосудия) и криминология.

## Функции
Институт выполняет следующие функции:
- Проводит прикладные научные исследования правовой системы;
- Собирает, анализирует, систематизирует и предоставляет государственным учреждениям правовую и криминологическую информацию;
- Осуществляет правовой и криминологической экспертизе законов и иных правовых актов, а также проектов нормативных правовых актов.

## Директора
- 1991–1992: Юозас Галгинайтис
- 1992–2002: Антанас Дапшис
- 2002–2009: Алгимантас Чяпас
- 2009–2010: Пятрас Рагаускас
- 2010 — Альгимантас Чяпас